# Bada Ling
Bada Ling (chinesisch 八达岭) ist ein 34 m hoher und felsiger Hügel auf King George Island im Archipel der Südlichen Shetlandinseln. Er ragt etwa 170 m südlich der chinesischen Große-Mauer-Station auf der Fildes-Halbinsel auf. Seine Ostflanke besteht aus verwitterten Klippen und schwarzen, auffällig geformten Felsformationen, während die Westflanke ein sanft ansteigender, moosbewachsener Hang ist. Der Hügel gehört zu den Brutgebieten des Riesensturmvogels; auf seinem Gipfel befindet sich ein Leuchtfeuer.
Chinesische Topografen benannten ihn 1985 in Anlehnung an die benachbarte Forschungsstation nach der Ortschaft Badaling, in deren Gemeindegebiet der meistbesuchte Abschnitt der Großen Mauer liegt.